# سیارک ۵۶۳۲
سیارک ۵۶۳۲ (به انگلیسی: 5632 Ingelehmann، نامگذاری:1993GG) پنج هزار و ششصد و سی و دومین سیارک کشف شده‌است که در ۱۵ آوریل ۱۹۹۳ کشف شد.
قدر مطلق سیارک برابر ۱۱٫۵۰ است.